# Spetsnaz

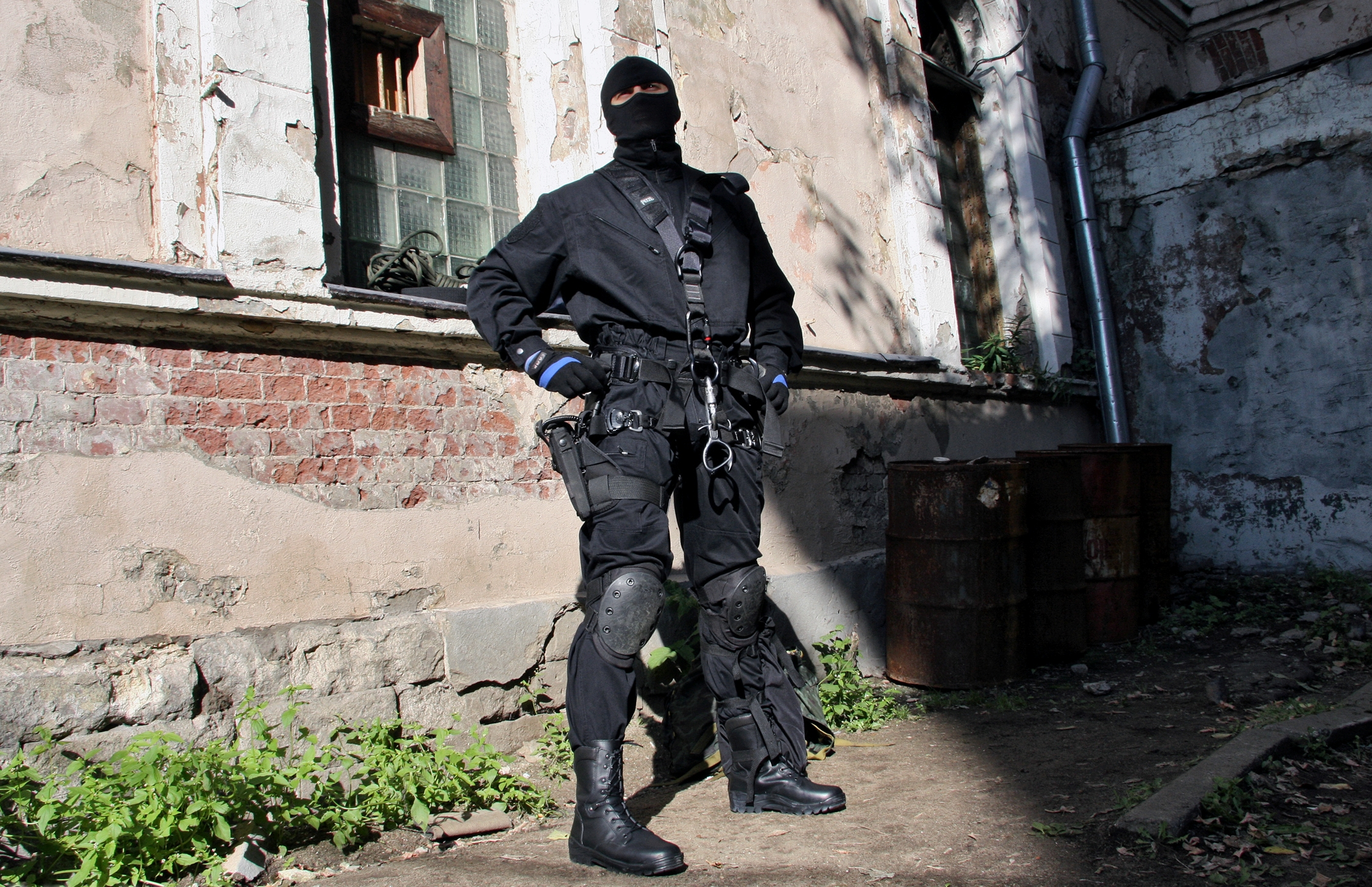
Um militar do Spetsnaz de Moscou.

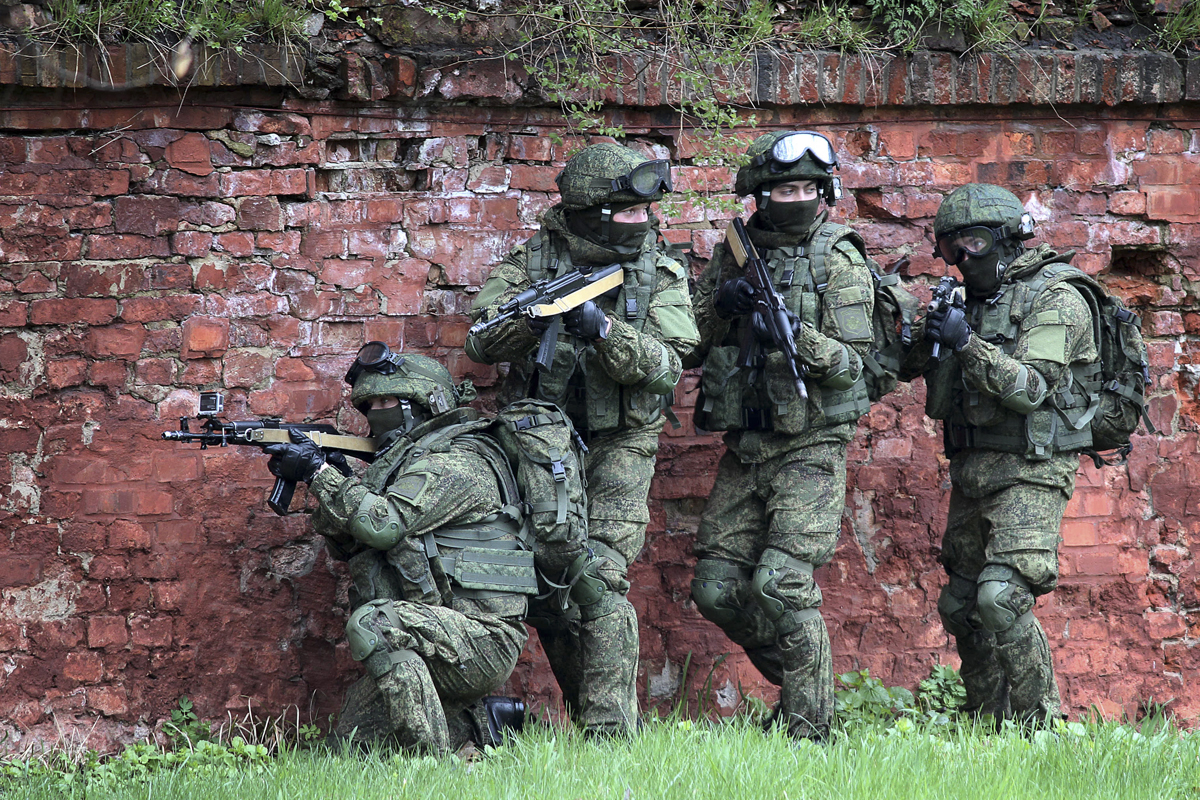
Nadadores de combate do 313º PDSS realizando operações terrestres

Spetsnaz (Войска Cпециального Назначения - Cпецназ; translit. Voisca Spetsialnogo Naznatchênia - Spetsnaz, pron. /spʲɪtˈsnas/, literalmente "unidades para fins especiais") é um termo russo que designa as forças especiais da antiga União Soviética e atual Federação Russa.
Spetsnaz pode significar as tropas de elite controladas pelo Serviço de Segurança Federal (FSB) em missões de antiterrorismo e antissabotagem, pelo Ministério do Interior (e polícia) MVD, e forças especiais do exército controladas pelo serviço de inteligência militar GRU.
Estritamente, todas as unidades Spetsnaz operadas pela KGB/FSB são chamadas de Osnaz, um acrônimo para (Voisca) Osobovo Naznachenya ou "Destacamentos Para Fins Especiais". Estas unidades foram originalmente montadas para uso doméstico contra contrarrevolucionários, dissidentes e outros elementos indesejáveis. Sempre houve uma certa quantidade de intercâmbio de pessoal e unidades tanto entre o GRU que controla as Spetsnaz e o MVD com as Osnaz MVD e as Oznaz KGB ou FSB, especialmente entre estes últimos.
As Spetsnaz executam missões de reconhecimento e conflito civil em épocas de paz, bem como de guerra. Por exemplo, sabe-se que o assassinato de Hafizullah Amin, então presidente do Afeganistão, em dezembro de 1979, foi executado pelo Spetsnaz sob as ordens da KGB.

## Unidades de serviços de segurança
O Centro de Operações Especiais (CSN) do FSB foi planejado para o combate ao terrorismo e para manter a ordem constitucional na Federação Russa. O CSN FSB consiste de 3 subdivisões "operativas" diferentes — o Departamento A (também conhecido como spetsguppa "Alfa"), o Departmento V (Spetsgruppa "Vympel") e o chamado SSO (Serviço de Operações Especiais). O quartel-general do CSN FSB é um gigantesco complexo de edifícios e áreas de treinamento (dezenas de hectares, 76 instalações de treinamento, etc) e está localizado na cidade de Balashikha-2, a apenas 10 km de Moscou. A média de tempo de instrução de um agente formado do CSN é de 5 anos.
Desde 1974, o "Alfa" é uma unidade conhecida por sua ação antiterrorista. Atualmente, o "Alfa" é uma unidade altamente profissional nesta atividade, com cerca de 300 agentes. A maior parte da unidade fica estacionada em Moscou, enquanto o resto se divide em três outras cidades — Krasnodar, Ecaterimburgo e Khabarovsk. Sabe-se que todos os agentes do "Alfa" passam por treinamento especial de paraquedismo e armas de fogo, e cerca de um terço deles tem ainda treinamento em montanhismo. Outro terço possui instrução especial em mergulho. Agentes Spetsnaz sempre atualizam suas técnicas em inúmeros exercícios e operações especiais (incluindo serviço constante no Norte do Cáucaso). A unidade utiliza um amplo leque de equipamento e armamento moderno, russo e estrangeiro, alguns modificados para atender às necessidades específicas da unidade.

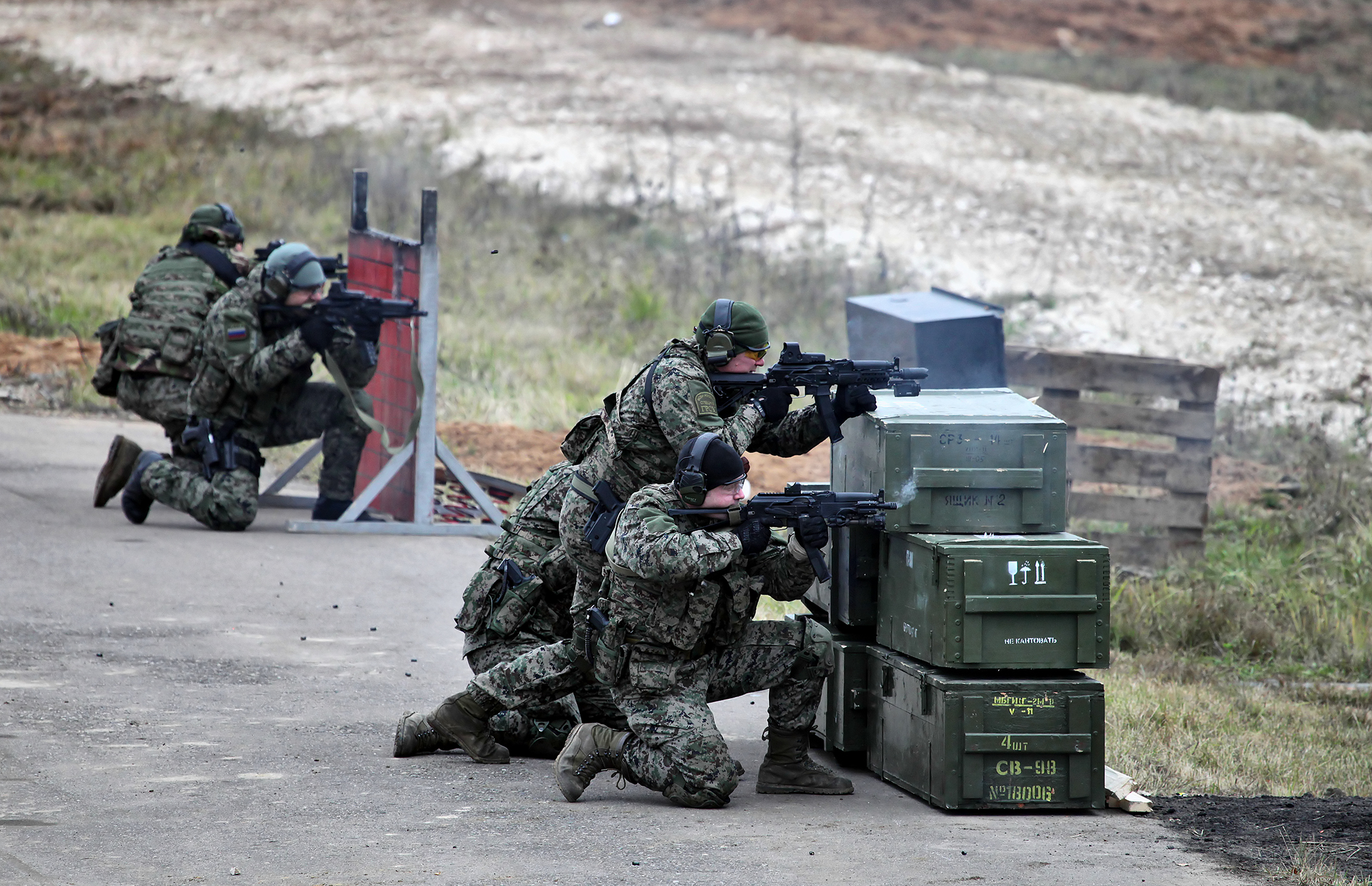
Homens do OSN Grom durante um exercício de treinamento.

Já o "Vympel" (anteriormente conhecido como unidade de elite de diversant da KGB na época da Guerra Fria) também é atualmente uma unidade antiterrorista e antidiversant unit. Mas, ao contrário do "Alfa", em vez de aprender como estourar aviões e ônibus, eles operam em um ambiente totalmente distinto. São peritos em 18 disciplinas especiais (entre as quais, como infiltrar-se em edifícios vigiados, treinamento intensivo como atiradores de elite, pilotagem de APCs e aviões, treinamento médico e muito mais) e são última defesa da Rússia contra possíveis atos terroristas envolvendo usinas nucleares, hidrelétricas e diversos outros complexos industriais.  Entretanto, os agentes do "Vympel" são ainda frequentemente usados em missões especiais das operações no Norte do Cáucaso, junto com seus colegas da unidade "Alfa". O "Vympel" tem 4 unidades operativas, enquanto o "Alfa" tem 5. Uma unidade de cada departamento participa sempre em operações antiterroristas na Tchetchênia. As tropas fazem rodízio constantemente e cada unidade operativa é destacada para a Tchetchênia ao menos duas ou três vezes por o ano. O "Vympel" fica baseado em Moscou, mas tem também escritórios sucursais em praticamente todas as cidades com usinas nucleares da Rússia.
A cor padrão dos agentes BDU dos Departmentos A e B é o preto. Entretanto, na Chechênia usam vários tipos de camuflagem.
Não há muita informação disponível sobre o SSO, mas sabe-se que seus agentes participam também em operações especiais do FSB no norte do Cáucaso e agem enquanto corpo altamente hábil de guarda para altos funcionários do governo.
Junto com o Centro de Operações Especiais e suas unidades do elite, há várias unidades de importância regional entre as forças especiais do FSB. Estes destacamentos são chamados geralmente de ROSN (Departamento Regional de Designação Especial). Os ROSNs mais poderosos seriam os de São Petersburgo (ROSN "Grad") e de Nizhny Novgorod.

## Unidades do Ministério do Interior

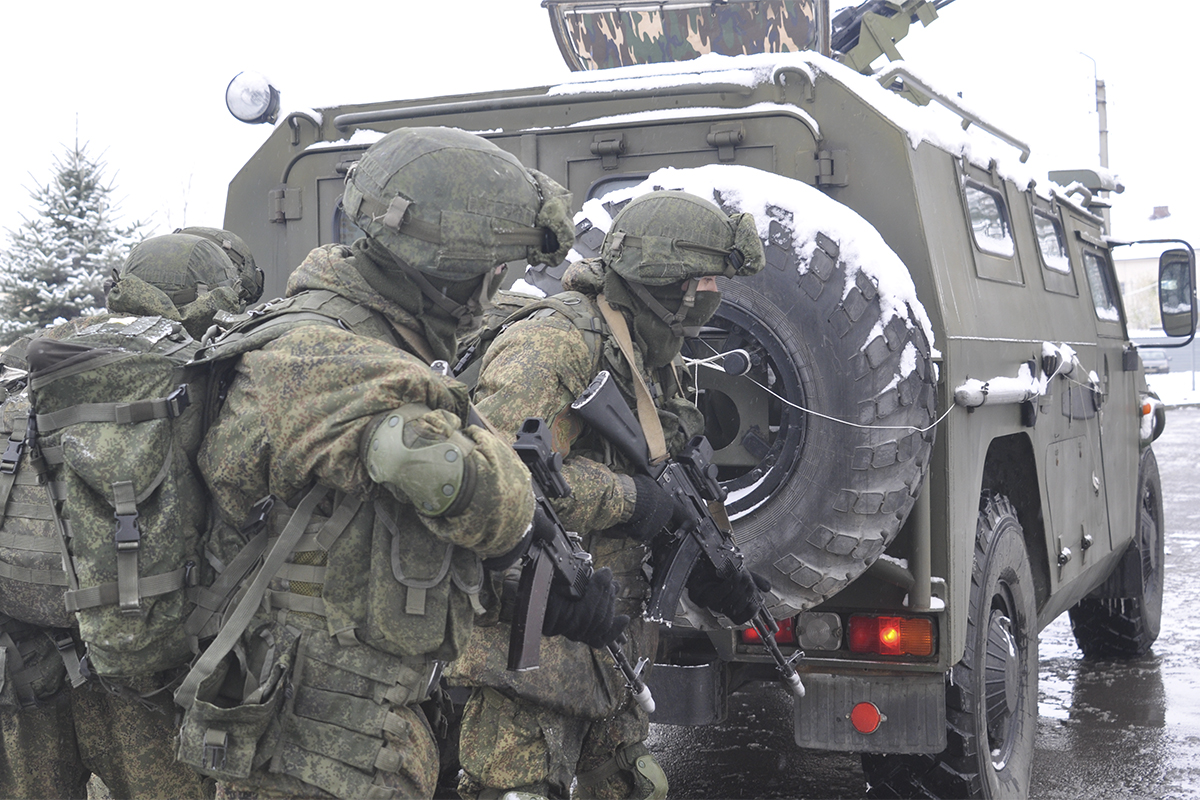
Uma unidade anti-terrorista do 22º SPB.

O contingente de Spetnaz do MVD (Ministério do Interior da Rússia) inclui 16 unidades de Tropas do Interior (Guarda Nacional Russa), que são de excelência e designadas para combater rebeliões e ações terroristas. Cada uma destas unidades geralmente tem nome e número oficiais de OSN. Entre elas, algumas das mais conhecidas são:
- 1º PSN (antigo 6º OSN) VV "Vitjaz" - baseado em Moscou;
- 7º OSN VV "Rosich" - Novocherkassk;
- 8º OSN VV "Rus" - Moscou;
- 12º OSN VV "Ratnik" - Nízhny Tagil;
- 15º OSN VV "Vyatich" - Armavir;
- 16º OSN VV "Skif" - Rostov.

São geralmente bem treinados e equipados, de longe superiores à infantaria regular russa. Por exemplo, acredita-se que a unidade "Rus" tenha combatido com sucesso os rebeldes da Tchetchênia com uma relação de vítima de aproximadamente 1 para 200. Suas missões podem incluir reconhecimento e operações de combate regulares (na maior parte, ataques casa-a-casa). A "Vitjaz" tem servido às vezes como equipe alternativa durante as operações antiterroristas da equipe "Alfa". O paralelo mais próximo nos Estados Unidos são os US Rangers e a chamada "Força Delta".
Os Spetsnaz MVD têm ainda diversos poderes especiais de polícia, e atuam nas principais cidades russas.

## Forças Especiais do Exército Russo

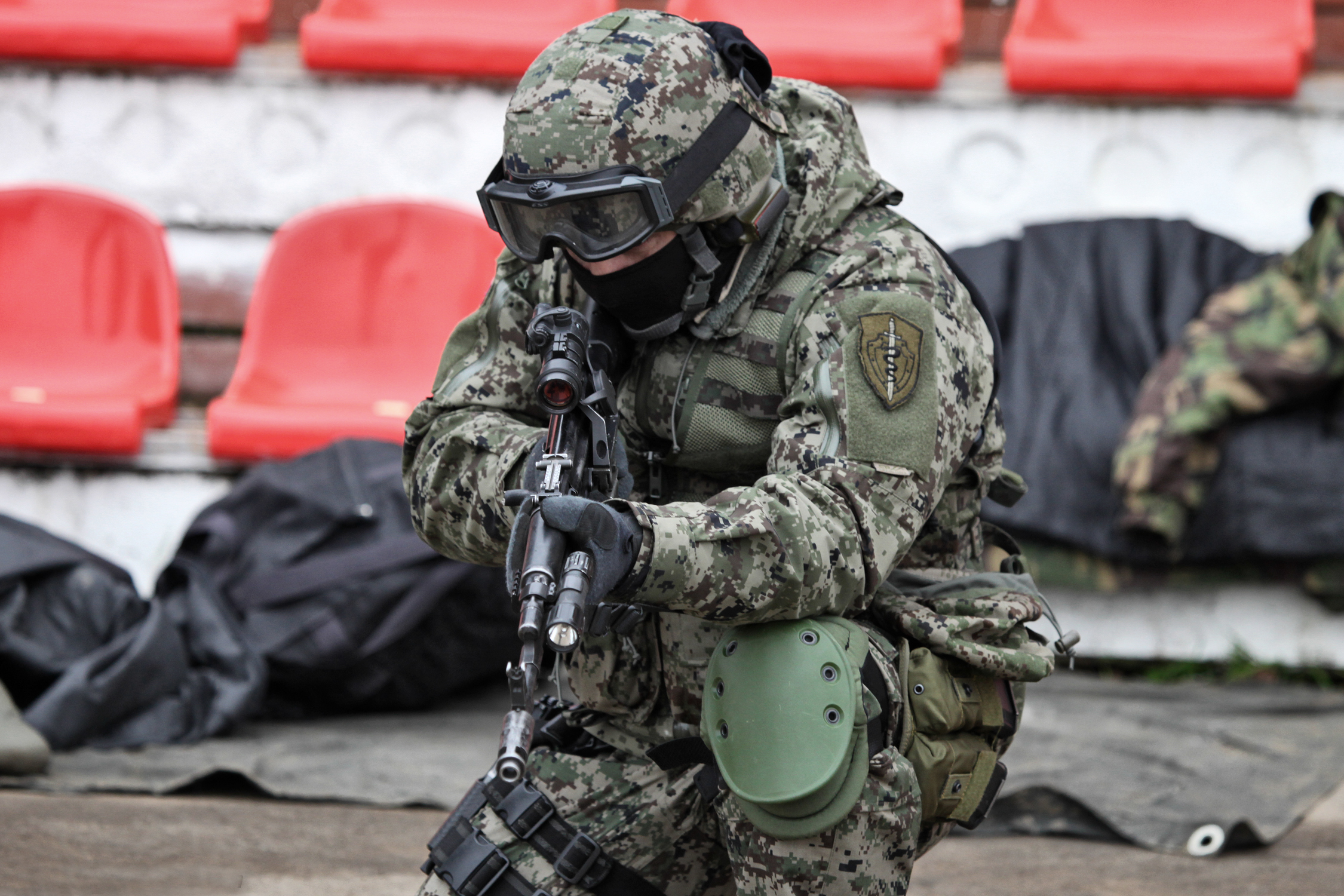
Um militar do Spetsnaz.

As Spetsnaz GRU, ou Forças Especiais das Forças Armadas da Rússia, são as tropas Spetsnaz originais e geralmente são consideradas as unidades mais bem treinadas de todas as Forças Armadas da Rússia. Além do fato de as Spetsnaz serem a maior tropa de elite da Rússia, elas não se parecem com outros modelos de forças especiais estrangeiras, como dos EUA. As Spetsnaz funcionam apenas com um único objetivo por missão, que tentam cumprir a qualquer custo. Isso significa que têm permissão para matar ilimitadamente até alcançar o objetivo estabelecido.
As Spetsnaz do Forças Armadas da Federação Russa também criaram forte reputação como uma das melhores tropas de elite do mundo atualmente, graças às condições extremamente difíceis de treino que recebem. São controladas pela agência de inteligência militar da Rússia, o GRU. Durante a Guerra Fria, estas unidades estavam espalhadas pelo Leste Europeu prontas para executar missões de reconhecimento e sabotagem contra tropas da OTAN para o caso de guerra na Europa. As unidades de Spetsnaz GRU não têm nomes oficiais, como as da Spetsnaz MVD, Spetsnaz SVR ou FSB. São chamadas genericamente pelos números, como por exemplo, a "16ª Brigada Separada de Spetsnaz", como qualquer outra unidade militar, e são normalmente integradas à estrutura das tropas de paraquedistas VDV embora não estejam sob a égide de comando do VDV. Há poucos detalhes sobre as operações das Spetsnaz GRU, mas sabe-se que as unidades foram fortemente envolvidas nas guerras do Afeganistão e da Tchetchênia. As equipes de Spetnaz GRU comumente vestem o uniforme padrão da VDV, boinas azul-claro da VDV e distintivos comuns para evitar a identificação. Entretanto, podem ainda usar diferentes uniformes e fardas, como unidades baseadas perto do local onde atuam, para se infiltrar.
Algumas das brigadas Spetsnaz com as respectivas cidades onde estão estacionadas são (deliberadamente e por motivos óbvios, a lista não é completa):
- 2º ObrSpN - Promejítsi (região de Pskov);
- 3º Guardas ObrSpN - Rochínski (região de Samara);
- 10º (Montanha) ObrSpN - Molkino (região de Krasnodar);
- 12° ObrSpN - cidade de Asbest;
- 22º Guards ObrSpN - Kovalevka (região de Rostov);
- 67º ObrSpN - Berdsk (região de Novosibirsk);

## Spetsnaz Navais
Com a derrubada do regime soviético, foi atribuída uma brigada naval Spetsnaz a cada uma das Frotas Bandeira Vermelha Soviética (quatro no total), com nadadores de combate. Além disso, as forças especiais modernas do Alfa e do Vympel também possuem unidades navais.
Outra parte dos Spetsnaz russos é representada pelos Berets Negros ou Fuzileiros Navais Russos.

## Osnaz
As agências de inteligência russas, o MVD (O Ministério do Interior Russo, também chamado de MIA, em Russo: Министерство внутренних дел, МВД, ou seja, ministério de assuntos internos ou Ministerstvo vnutrennikh del, MVD, Ministério do Interior), o FSB, o FPS e o Serviço de Inteligência Estrangeiro (SVR, ou "Sluzhba Vnexnei Razvedki", o análogo russo à CIA - Agência Central de Inteligência estadunidense) operam com suas próprias unidades Osnaz.

## Uso do termo na língua russa atualmente

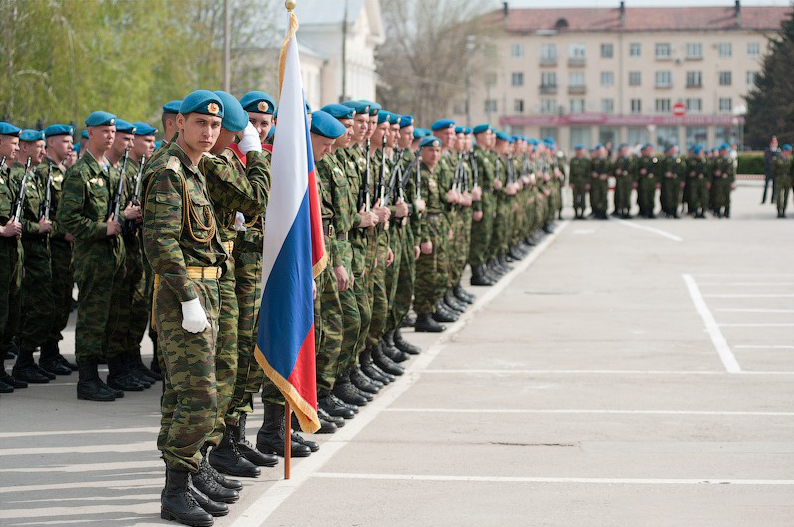
Homens da 3ª Brigada de Spetsnaz.

A palavra "Spetsnaz" é característica das construções da Era Soviética sobre a língua russa, formado pela aglutinação das primeiras sílabas de diversas palavras para produzir uma única palavra que soasse facilmente pronunciável. Compare-se com os termos Komintern, kolkhoz (fazenda coletiva), diamat (materialismo dialético), Gosplan, Sovnarkom e Gorkom (comitê municipal do Partido Comunista).
Entretanto, o uso difundido desta palavra é relativamente recente, desenvolvido no período pós-soviético. Durante o regime soviético, a existência destas forças especiais não era conhecida pelo público em geral. Em certo sentido, isto se tornou um outro segredo de Estado tornado público durante as reformas da Glasnost por Mikhail Gorbatchov. Havia um número de livros conhecidos escritos sobre as Spetsnaz, sendo o mais famoso deles O Aquário, de Víktor Suvorov (Vladímir Rezun), agente do GRU que desertou para a Inglaterra e conhecido por seus comentários revisionistas sobre a suposta cumplicidade de Stalin na ascensão de Hitler.  Suvorov escreveu também um livro especificamente sobre o assunto. As histórias sobre as Spetsnaz e suas alegadas façanhas, das mais sérias às altamente questionáveis, têm cativado a imaginação dos russos mais patriotas, e talvez menos críticos, particularmente ajustadas na perspectiva da visível deterioração das Forças Armadas da Rússia após a Perestroika. É digno de nota que o grande interesse geral sobre as Spetsnaz cresceu paralelamente ao interesse semelhantemente intenso, e quiçá nocivo, em tudo relacionado à comunidade de inteligência soviética, à KGB, etc. A popularidade das Spetsnaz foi realçada mais pelos relatos de suas realizações comprovadas durante a segunda campanha da Rússia na Tchetchênia, iniciada em 2000.
Na virada para o século XXI, muito do que seria geralmente considerado absurdo para aficcionados por forças militares foi sobre os Spetsnaz, o GRU, a KGB e tópicos semelhantemente "confidenciais" e "excitantes". A palavra "Spetsnaz" começou a ser usada levianamente para se referir a qualquer coisa que o autor quisesse designar como especial ou "interessante". Por exemplo, o político populista e nacionalista russo Vladímir Jirinovski certa vez se referiu aos seus próprios companheiros de partido político, enquanto davam um mergulho na piscina em um evento do partido, como "Spetsnaz na água", durante uma entrevista. Este episódio intencionalmente extremo dá noção da extensão do uso vulgar do termo por leigos.
Também existem Spetsnaz em repúblicas ex-soviéticas, como a Bielorrússia, a Ucrânia e a Geórgia.